# Języczek czarnobrązowy
Języczek czarnobrązowy, pępówka czarnobrązowa (Arrhenia obscurata (D.A. Reid) Redhead, Lutzoni, Moncalvo & Vilgalys) – gatunek grzybów z rodziny wodnichowatych (Hygrophoraceae).

## Systematyka i nazewnictwo
Pozycja w klasyfikacji według Index Fungorum: Arrhenia, Hygrophoraceae, Agaricales, Agaricomycetidae, Agaricomycetes, Agaricomycotina, Basidiomycota, Fungi.
Po raz pierwszy gatunek ten opisał w 1958 r. Derek Agutter Reid, nadając mu nazwę Omphalina obscurata. Później zaliczany był do różnych rodzajów. Obecną, uznaną przez Index Fungorum nazwę, nadali mu Scott Alan Redhead, François M. Lutzoni, Jean-Marc Moncalvo i Rytas J. Vilgalys w 2002 r.
Synonimy:
- Clitocybe atrobrunnea H.E. Bigelow 1985
- Omphalia obscurata Kühner 1949
- Omphalina obscurata D.A. Reid 1958
- Omphalina obscurata Kühner ex M. Lange 1955[2].

W 2003 r. Władysław Wojewoda zaproponował polską nazwę pępówka czarnobrązowa dla naukowej nazwy Omphalina obatra. Po przeniesieniu gatunku do rodzaju Arrhenia stała się ona niespójna z nazwą naukową. Komisja ds. Polskiego Nazewnictwa Grzybów Polskiego Towarzystwa Mykologicznego zarekomendowała używanie nazwy języczek czarnobrązowy w 2025 r.

## Morfologia
Kapelusz grzyba
Średnica 0,8–2 cm, początkowo wypukły, potem pępkowaty, na koniec lejkowaty. Brzeg początkowo podwinięty, potem wyprostowany. Powierzchnia promieniście włókienkowata, włókienka ciemnobrązowe na bladoszarym tle. Jest higrofaniczny, w stanie wilgotnym, a także z wiekiem z wiekiem blednie do jasnoszarego, po wyschnięciu czasami ma satynowy połysk.
Trzon
Wysokość 1–1,5 cm, grubość 1–3 mm, pusty, prosty lub wygięty, mniej więcej walcowaty. Powierzchnia naga, bladoszara na wierzchołku, przechodząca w szarobrązową ku podstawie, pokryta szarym kutnerem. Brak osłony częściowej.
Blaszki
Dość rzadkie, silnie zbiegające na trzon, o szerokości do 2 mm, początkowo średnioszare, z wiekiem brzegi czarniawe. Występują międzyblaszki 2–3 rzędu.
Miąższ
Cienki, o grubości około 1 mm, jasnoszary, niezmieniający barwy po uszkodzeniu, bez wyraźnego zapachu i smaku.
Cechy mikroskopowe
Zarodniki 6,5–9,0 × 3,5–5,0 µm, z przodu eliptyczne-podłużne, z profilu eliptyczne do łezkowatych, gładkie, cienkościenne, z niewyraźnym apiculusem, amyloidalne.
Gatunki podobne
Języczek czarnobrązowy jest łatwy do przeoczenia, gdyż szarym kolorem bardzo upodabnia się do gleb, na których często występuje. Charakteryzuje się ciemnobrązowym, włókienkowatym, często lejkowatym kapeluszem i silnie zbiegającymi blaszkami. Może być mylony z podobnie ubarwionym języczkiem nadrzewnym (Arrhenia epichysium). Ten ostatni występuje jednak tylko na spróchniałym drewnie.

## Występowanie i siedlisko
Najwięcej stanowisk języczka czarnobrązowego podano w Europie. Występuje tu od południowych krańców Europy aż po archipelag Svalbard na północ od Półwyspu Skandynawskiego, brak go na Bałkanach. W Polsce do 2003 r. jedyne stanowisko podał Stanisław Domański w 1997 r. w Lasach Łochowskich. Nie znajduje się jednak na Czerwonej liście roślin i grzybów Polski, według W. Wojewody występowanie języczka czarnobrązowego w Polsce nie jest znane, może nie być rzadki, a tylko mylony z innymi gatunkami i pomijany z powodu niewielkich rozmiarów. Aktualne stanowiska podaje internetowy atlas grzybów. Znajduje się w nim na liście gatunków zagrożonych i wartych objęcia ochroną.
Naziemny grzyb saprotroficzny. Występuje wśród traw na pastwiskach.